# Pleszczotka
Pleszczotka (Biscutella L.) – rodzaj roślin należący do rodziny kapustowatych. Obejmuje ponad 50 gatunków, występujących głównie w południowej Europie, poza tym w północnej Afryce i południowo-zachodniej Azji, sięgając na wschodzie po Iran. W Polsce występuje tylko jeden gatunek – pleszczotka górska (Biscutella laevigata). Do rodzaju należą rośliny terenów skalistych, urwisk, występujące w większości w górach, liczne gatunki mają bardzo małe zasięgi. Łacińska nazwa rodzaju pochodzi od charakterystycznego kształtu łuszczyny (łac. bis znaczy dwa, scutellum – tarczka).

## Morfologia
PokrójByliny, często półkrzewy drewniejące u nasady i tu krzaczasto rozgałęzione. Osiągają do 1 m wysokości.
LiściePojedyncze, ząbkowane do pierzasto wcinanych.
KwiatyCzterokrotne, żółte. Działki kielicha cztery, wewnętrzna para często workowato rozdęta. Płatki cztery, u nasady zwężone w paznokieć. Pręcików 6, czterosilnych; 4 wewnętrzne dłuższe od 2 zewnętrznych. Zalążnia górna z długą szyjką słupka zwieńczoną główkowatym znamieniem.
OwoceDwuczęściowe łuszczynki, każda z części półkolista, spłaszczona z pojedynczym nasionem.

## Systematyka
Synonimy taksonomiczne
Perspicillum Heister ex Fabricius, Teruncius E. J. Lunell, Thlaspidium Mill.
Pozycja systematyczna według APweb (aktualizowany system APG IV z 2016)
Należy do rodziny kapustowatych (Brassicaceae), rzędu kapustowców (Brassicales), kladu różowych (rosids) w obrębie okrytonasiennych (Magnoliophyta).
Pozycja w systemie Reveala (1993–1999)
Gromada okrytonasienne (Magnoliophyta Cronquist), podgromada Magnoliophytina Frohne & U. Jensen ex Reveal, klasa Rosopsida Batsch, podklasa ukęślowe (Dilleniidae Takht. ex Reveal & Tahkt.), nadrząd Capparanae Reveal, rząd kaparowce (Capparales Hutch.), podrząd Capparineae Engl., rodzina kapustowate (Brassicaceae Burnett), plemię Biscutelleae Dumort., podplemię Biscutellinae Meiss, rodzaj pleszczotka (Biscutella L.).
Wykaz gatunków
- Biscutella alcarriae A.Segura
- Biscutella ambigua DC.
- Biscutella apuana Raffaelli
- Biscutella arvernensis Jord.

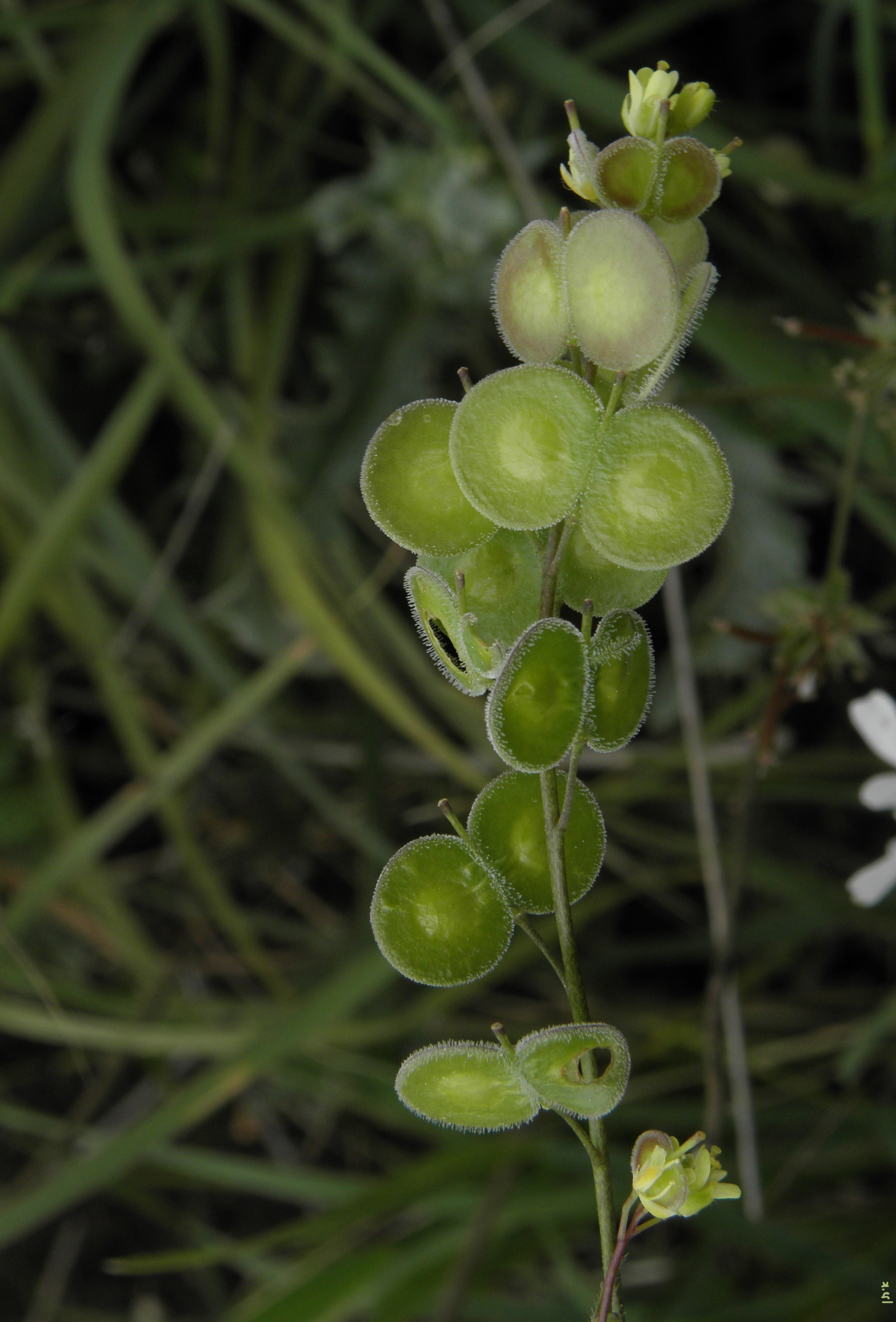
Biscutella didyma

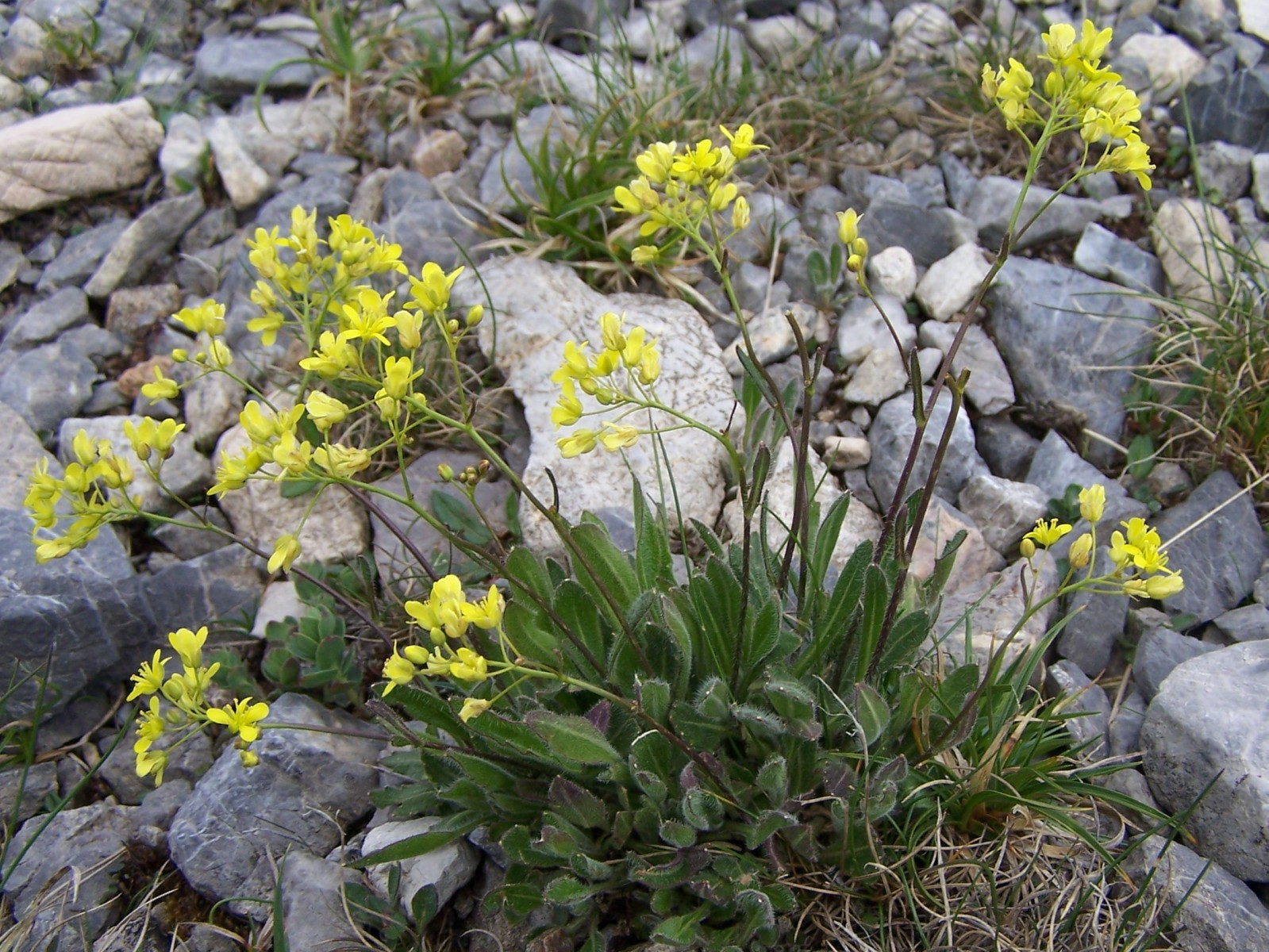
Pleszczotka górska

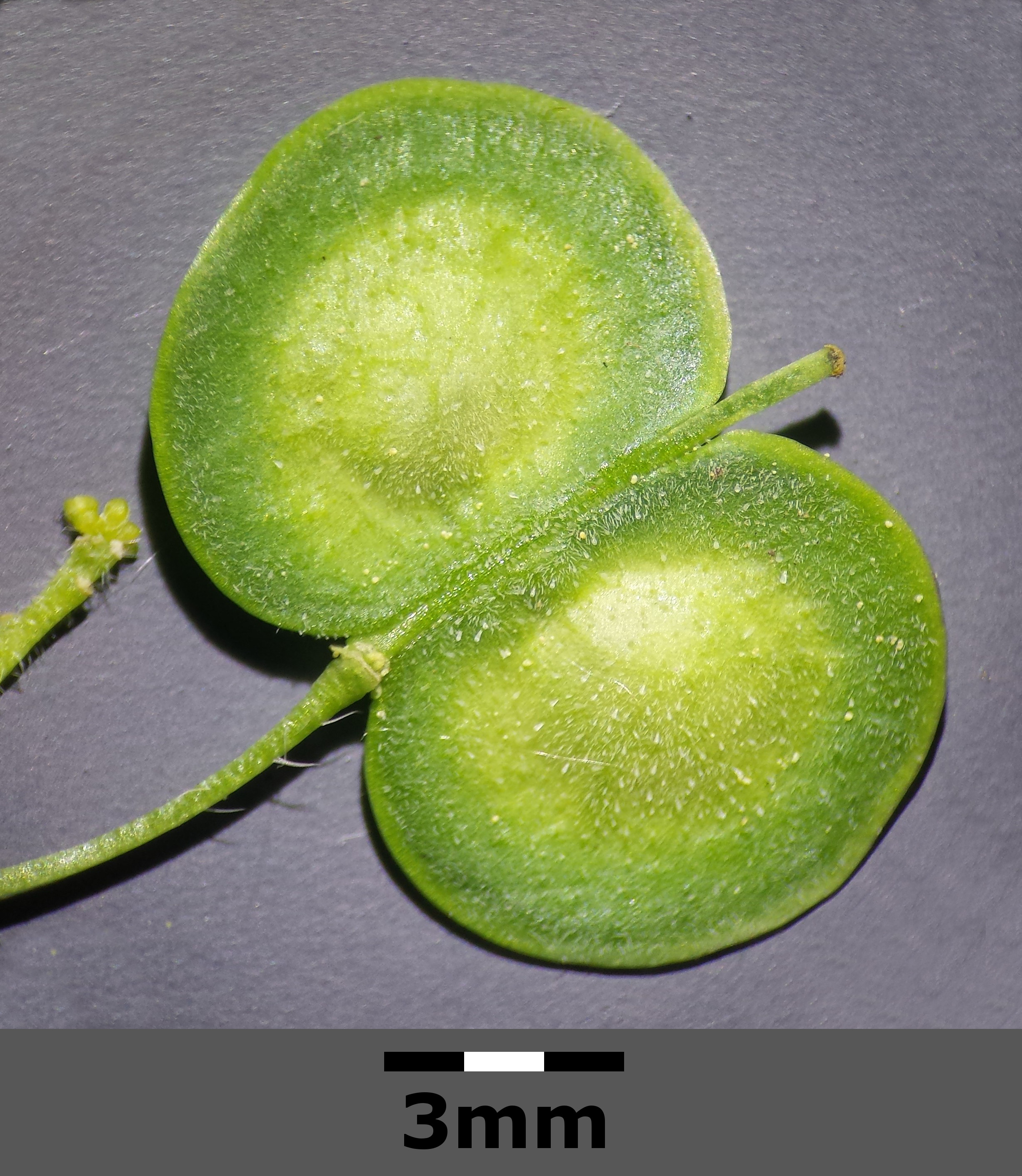
Owoc pleszczotki górskiej

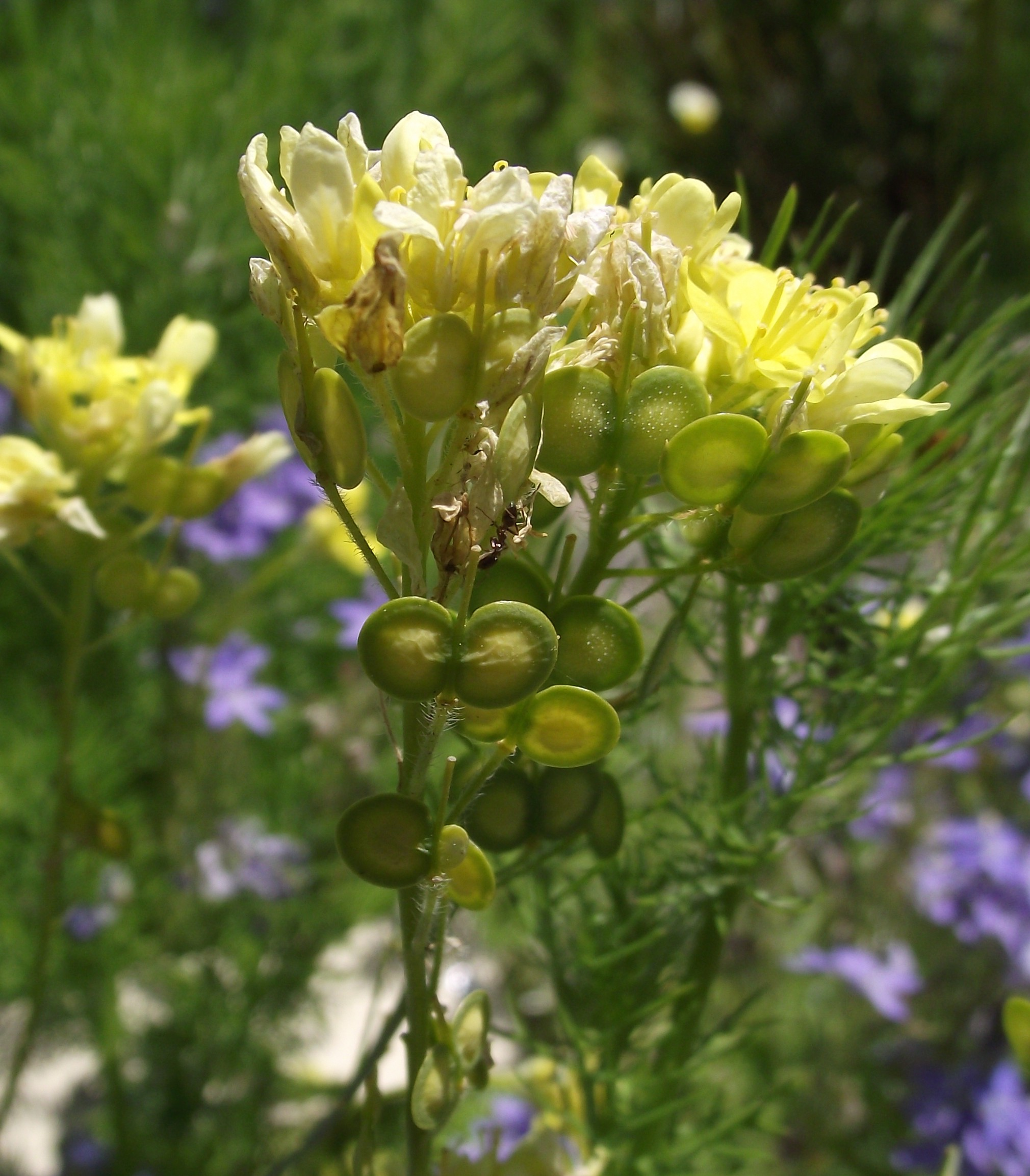
Biscutella valentina

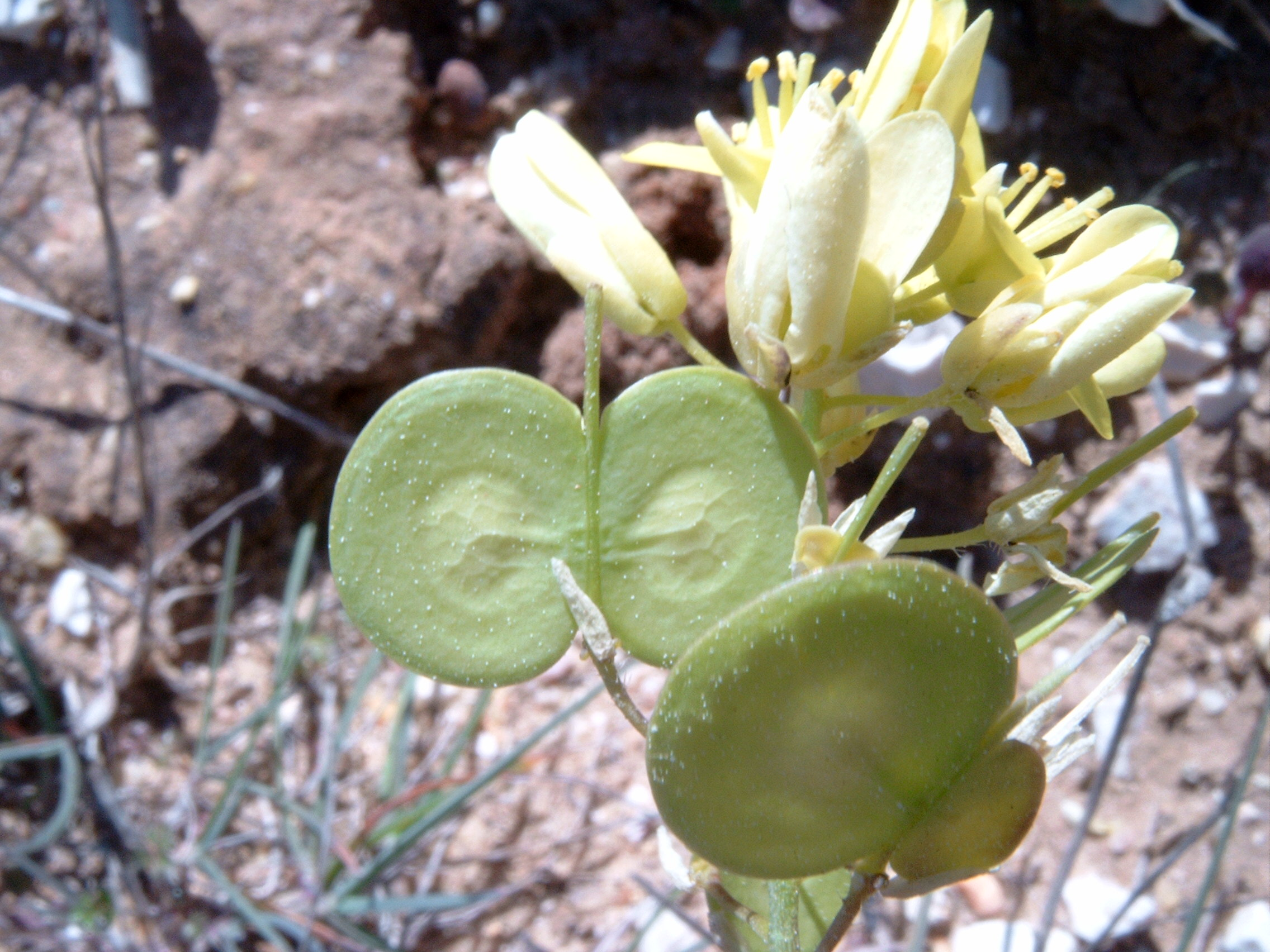
Biscutella vincentina

- Biscutella atlantica (Maire) Greuter & Burdet
- Biscutella atropurpurea Mateo & Figuerola
- Biscutella auriculata L.
- Biscutella bilbilitana Mateo & M.B.Crespo
- Biscutella boetica Boiss. & Reut.
- Biscutella brevicalcarata (Batt.) Batt.
- Biscutella brevicaulis Jord.
- Biscutella brevifolia (Rouy & Foucaud) Guinea
- Biscutella calduchii (O.Bolòs & Masclans) Mateo & M.B.Crespo
- Biscutella caroli-pauana Stübing, Peris & Figuerola
- Biscutella cichoriifolia Loisel.
- Biscutella conquensis Mateo & M.B.Crespo
- Biscutella controversa Boreau
- Biscutella coronopifolia L.
- Biscutella didyma L.
- Biscutella divionensis Jord.
- Biscutella dufourii G.Mateo & M.B.Crespo
- Biscutella ebusitana Rosselló & L.Sáez
- Biscutella eriocarpa DC.
- Biscutella flexuosa Jord.
- Biscutella fontqueri Guinea & Heywood
- Biscutella frutescens Coss.
- Biscutella glacialis (Boiss. & Reut.) Jord.
- Biscutella gredensis Guinea
- Biscutella guillonii Jord.
- Biscutella incana Ten.
- Biscutella intermedia Gouan
- Biscutella laevigata L. – pleszczotka górska
- Biscutella lima Rchb.
- Biscutella lucentina M.B.Crespo & Mateo
- Biscutella lyrata L.
- Biscutella maestratensis Mateo & M.B.Crespo
- Biscutella marinae M.B.Crespo, Mateo & Solanas
- Biscutella maritima Ten.
- Biscutella mauritanica Jord.
- Biscutella mollis Loisel.
- Biscutella neustriaca Bonnet
- Biscutella ossolana (Raffaelli & Baldoin) Landolt
- Biscutella pichiana Raffaelli
- Biscutella pseudolyrata A.Vicente, M.Á.Alonso & M.B.Crespo
- Biscutella raphanifolia Poir.
- Biscutella rotgesii Foucaud
- Biscutella scaposa Sennen ex Mach.-Laur.
- Biscutella sclerocarpa Revel
- Biscutella segurae Mateo & M.B.Crespo
- Biscutella sempervirens L.
- Biscutella turolensis Pau ex M.B.Crespo, Güemes & Mateo
- Biscutella valentina (Loefl. ex L.) Heywood
- Biscutella variegata Boiss. & Reut.